# 124 (număr)
124 (o sută douăzeci și patru) este numărul natural care urmează după 123 și precede pe 125.

## În matematică
- Este un număr compus, având divizori 1, 2, 4, 31, 62, 124.
- Este un număr Erdős-Woods[2][3]
- Este un număr platonic.[4]
- Este suma a 8 numere prime consecutive: 124 = 5 + 7 + 11 + 13 + 17 + 19 + 23 + 29.
- Este un număr nontotient, deoarece ecuația φ(x) = {\displaystyle 124} nu are soluții.[5]
- Este un număr intangibil, deoarece 124 nu poate fi exprimat ca suma divizorilor alicoți ai unui întreg pozitiv n.[6]
- Este un număr stella octangula.[7]
- Este un număr repdigit în baza de numerație 5 (4445).

## În știință
- Este numărul atomic al unbiquadiului, un element chimic ipotetic.

### Astronomie
- NGC 124, o galaxie spirală din constelația Balena.
- 124 Alkeste, o planetă minoră (asteroid) din centura principală.
- 124P/Mrkos, o cometă descoperită de Antonín Mrkos.

## Alte domenii
O sută douăzeci și patru se mai poate referi la:
- soneta 124, una dintre cele 154 de sonete ale lui Shakespeare.
- Douglas C-124 Globemaster II, o aeronavă din Statele Unite.
- numărul de telefon pentru urgențe medicale din Bosnia și Herțegovina.
- Fiat 124, un automobil produs de Fiat.
- Fiat 124 Sport Spider, un automobil produs de Fiat.
- Mercedes-Benz W124, automobil produs de Mercedes-Benz.
- Antonov An-124, un tip de avion militar.
- STS-124, o misiune spațială.